# Jack Crawford (Footballspieler)
Jack Justin Crawford (* 9. September 1988 in London, England) ist ein ehemaliger US-amerikanischer American-Football-Spieler auf der Position des Defensive End, der in der National Football League (NFL) für die Oakland Raiders, die Dallas Cowboys, die Atlanta Falcons, die Tennessee Titans und die Arizona Cardinals spielte.

## Frühe Jahre
Crawford wuchs in London auf. Er besuchte die City of London School, wo er in derselben Schulklasse wie Daniel Radcliffe, dem Darsteller von Harry Potter, war. Im Alter von sieben Jahren erkrankte er an Alopecia universalis, eine seltene Autoimmunerkrankung, bei der alle Haare ausfallen. Es ist eine Form des sogenannten kreisrunden Haarausfalls. 2005 zog er mit seiner Familie in die USA. Hier besuchte er eine Highschool in Longport, New Jersey. Später besuchte er die Pennsylvania State University, wo er in seinem letzten Jahr für die Penn State Nittany Lions 60 Tackles, 6,5 Sacks und sechs verhinderte Pässe erzielte.

## NFL

### Oakland Raiders
Crawford wurde im NFL-Draft 2012 in der fünften Runde an 158. Stelle von den Oakland Raiders ausgewählt. Hier kam er in seinen ersten zwei Profisaisons nur sporadisch zum Einsatz.

### Dallas Cowboys
Am 2. September 2014 unterschrieb er einen Vertrag bei den Dallas Cowboys. In seiner ersten Saison für die Cowboys konnte er, auch auf Grund von Verletzungen, noch nicht überzeugen. Er erzielte jedoch seinen ersten Sack in der NFL in dieser Saison. In der Saison 2015 spielte er bereits in allen 16 Saisonspielen mit, jedoch nur eines als Starter. Eine Saison später fing er als Stammspieler auf seiner Position an, musste diese jedoch im Laufe der Saison abgeben.

### Atlanta Falcons
Am 9. März 2017 unterschrieb Crawford bei den Atlanta Falcons einen Dreijahresvertrag. Am 3. Oktober 2017 wurde er auf die Injured Reserve List gesetzt. In der Saison 2018 erzielte Crawford seine statistisch beste Saison mit 33 Tackles und sechs Sacks.

### Tennessee Titans
Anfang April 2020 nahmen ihn die Tennessee Titans unter Vertrag.

### Arizona Cardinals
Im August 2021 verpflichteten die Arizona Cardinals Crawford. Allerdings wurde er noch vor Saisonbeginn auf die Injured Reserve List gesetzt und kam somit nicht zum Einsatz. Am 17. Mai 2022 gab Crawford seinen Rücktritt vom Profisport bekannt.